# Super 8 millimetri

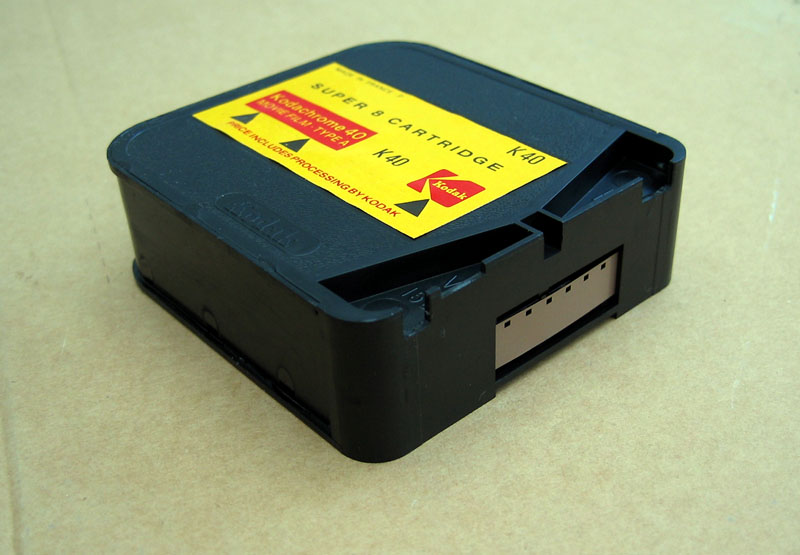
Cartuccia di pellicola Super 8

Il Super 8 millimetri, più comunemente detto Super 8, è un formato cinematografico diretta evoluzione dell'8 mm.

## Origini e impiego
Il formato venne introdotto dalla Kodak nel 1965, quando il mercato del home cinema era ormai in fortissima espansione in tutto il mondo. Quasi ovunque operatori dilettanti si impegnavano a girare i loro film, sia a soggetto, sia puramente descrittivi delle loro vacanze o di avvenimenti pubblici. Molto famoso è il filmato con cui Abraham Zapruder riprese, con la sua cinepresa 8 mm, l'assassinio di John Fitzgerald Kennedy a Dallas.
L'8 mm (detto anche "Doppio 8", perché la pellicola era in realtà una 16 mm e veniva tagliata longitudinalmente dopo lo sviluppo) utilizzato sino a quel momento forniva risultati egregi, ma non era di facile impiego. Il caricamento del film era manuale e doveva avvenire all'ombra o, ancora meglio, al buio. Richiedeva, inoltre (proprio perché la pellicola era in realtà a 16 mm), un doppio caricamento della cinepresa. Per questa ragione la Kodak iniziò a pensare di introdurre un nuovo formato di più facile utilizzo. I dirigenti della casa di Rochester individuarono due linee guida: il nuovo formato doveva essere contenuto in caricatori (oggi sarebbero definiti "cartucce") e doveva impiegare in modo più razionale lo spazio disponibile sulla fettuccia di pellicola (sempre larga 8 mm).
Nacque così il Super 8 mm (aprile 1965). Rispetto all'8 mm le perforazioni erano più piccole, così da far guadagnare spazio al fotogramma (circa il 50% più grande: 5,36 mm x 4,01 mm contro 4,37 mm x 3,28 mm del formato precedente) e lasciare spazio per la colonna sonora magnetica (inizialmente la pellicola Super 8 venne però commercializzata in caricatori senza pista magnetica). Nei caricatori con pista magnetica (proposti al mercato solo qualche anno dopo) entrambi i lati del film ospitavano una sottile striscia di nastro magnetico, rispettivamente di 0,8 mm e 0,45 mm. La prima (pista principale) era destinata a ospitare la colonna sonora; la seconda (pista secondaria), che in origine era solo una "pista di compensazione" (aveva cioè lo scopo di evitare che lo spessore della pellicola fosse diverso sui due lati), venne in seguito usata come seconda pista audio stereo (in tal caso destinando la prima al canale sinistro, la seconda al canale destro di una registrazione stereofonica) o come pista supplementare per montaggi sonori (quando vennero messe in vendita cineprese in grado di registrare il suono in presa diretta sulla pista principale).
Con questo nuovo formato inoltre la Kodak standardizzò la ripresa a 18 ft/s (fotogrammi al secondo). Col precedente formato 8 mm le riprese venivano invece solitamente effettuate a 16 ft/s (la velocità di 18 ft/s era standard solo per le cineprese Bolex Paillard).
Sempre col formato Super 8 la Kodak decise di mettere in commercio pellicole invertibili a colori tarate per due diverse temperature di colore della luce, luce diurna di tipo G e luce artificiale di tipo A (le più diffuse). Le cineprese Super 8 erano perciò dotate di un filtro di correzione cromatica color ambra che consentiva le riprese anche in luce diurna con pellicole tarate per la luce artificiale. Tale filtro veniva disinserito automaticamente usando il caricatore con pellicola di tipo G.
Il caricatore Super 8 progettato dalla Kodak aveva però due difetti. Il primo era dovuto al pressore, destinato a tenere fermo il film sul piano focale durante il funzionamento della cinepresa, che era stato incorporato nel caricatore, ed era di plastica. In tutte le cineprese prodotte sino a quel momento, di qualunque formato esse fossero, il pressore era in acciaio ed incorporato nelle stesse: ciò assicurava un'assoluta costanza nella resa e nella stabilità della messa a fuoco. Il secondo era dovuto al fatto che il caricatore non consentiva alla cinepresa di svolgere la pellicola a ritroso, rendendo così impossibile la dissolvenza incrociata. Solo quest'ultimo fu in seguito superato dall'ingegnosità dei progettisti di cineprese.
I difetti insiti nel caricatore Super 8 vennero eliminati dalla Fujifilm col caricatore Single 8, che non ebbe però la stessa fortuna del Super 8. Infatti i fabbricanti di pellicole, salvo appunto la Fujifilm, adottarono il sistema Super 8.
Nonostante i difetti progettuali di fondo che ne hanno certamente limitato le prestazioni, il Super 8 è un formato comunque molto usato ancora oggi.

## Caratteristiche
Adoperato in modo professionale costituisce una valida alternativa all'uso del 16 mm, anche considerando che la risoluzione del fotogramma Super 8 è similare a quella di un segnale televisivo in HD per uso domestico. Ciò consente di girare in Super 8 e poi di riversare su nastro o DVD conservando il calore e la qualità di un master su pellicola, senza però sostenere gli alti costi pretesi dal 16 mm o, ancor peggio, dal 35 mm.

## Rinascita e popolarità nel nuovo millennio
Dopo un lungo periodo di oblio e scomparsa dagli scaffali, iniziato negli anni '80, quando ormai la pellicola (sia a livello amatoriale che professionale) era stata data per obsoleta e definitivamente surclassata dalla qualità e la versatilità delle telecamere a nastro magnetico (come ad esempio il VHS); il Super 8 è rimasto sempre in commercio, ma utilizzato da un mercato di "forte nicchia". La vendita e il successivo processo di sviluppo fotografico venivano eseguiti, ad esempio in Italia, da pochissime aziende specializzate; contrariamente all'estero (esempio: Germania e Stati Uniti) vi era un mercato leggermente più popolare pur essendo limitato a pochi consumatori.
Dalla seconda metà degli anni novanta il Super 8 è stato oggetto di una lenta rinascita. A partire dagli anni 2010 in poi il Super 8 ha segnato un ritorno nel mondo cine-fotografico. È  ampiamente utilizzato da artisti, studenti, curiosi, cineasti e fotografi: ovvero per le riprese di filmati con ambientazione anni sessanta e anni settanta. Alcuni cercano di imitare l'aspetto dei vecchi film domestici o di creare un aspetto elegantemente granuloso; altri vogliono creare look alternativi per sequenze di flashback e stati di coscienza alterati. Ad alcuni piace l'idea di creare immagini nel classico stile del modernariato cinematografico; in ogni caso, il Super 8 è un film relativamente poco costoso, che lo rende popolare tra i cineasti, che lavorano con un budget ridotto i quali vogliono ancora ottenere il classico aspetto del vero film o anche dagli appassionati di fotografia analogica che non hanno mai smesso di utilizzarla per i loro lavori.
La sua popolarità è cresciuta a tal punto da invogliare la stessa Kodak a rifornire il mercato con molte pellicole per i più svariati usi: invertibili, negative, nelle varianti bianco e nero e colori. Sempre la stessa casa americana, ha annunciato nel 2018 di vendere una potenziale cinepresa interamente marchiata "KODAK" per la realizzazione dei filmati in Super 8.
Attualmente vanta su internet una non poca notorietà, attraverso forum ad esso dedicati, siti web di compra-vendita ed anche sui vari canali social. Viene adoperato, oltre che da vari cineamatori evoluti, da molti cineasti per produzioni indipendenti a basso costo, ma soprattutto per videoclip, filmati pubblicitari o scene d'azione ove l'operatore ha bisogno di una macchina piccola ed agile.
Il Super 8 è diventato abbastanza comune per le sue caratteristiche teatrali. Oliver Stone, ad esempio, lo ha usato in film come JFK, dove il suo direttore della fotografia Robert Richardson lo ha impiegato per evocare un periodo o dare un aspetto diverso alle scene. La serie di PBS Globe Trekker utilizza circa cinque minuti di filmati Super 8 per episodio. Nel Regno Unito, le emittenti televisive come la BBC fanno ancora occasionalmente uso di Super 8 in contesti sia drammatici che documentali, solitamente per effetti creativi.
Grazie a oltre una dozzina di film, alla facilità di funzionamento e alla ricerca di una fotocamera e alla possibilità di eseguire scansioni digitali di alta qualità in formati digitali cinematografici standard come 2K e 4K, DPX o ProRes 4444, Super 8 rimane un formato popolare per la creazione di una varietà di scene interessanti: esso costituisce un mezzo economico per la tradizionale animazione stop-motion, offrendo effetti di velocità di ripresa non comuni alle videocamere.